# Ставрос Малас
Ставрос Малас (на гръцки: Σταύρος Μαλάς) е кипърски политик от Прогресивната партия на трудовия народ.

## Биография
Той е роден на 10 юни 1967 година във Фамагуста. Завършва Университетски колеж Лондон. През 2008 – 2009 година е съветник на европейския комисар по здравеопазването Маркос Киприану, а през 2011 – 2012 година е министър на здравеопазването на Кипър.
През 2013 година е независим кандидат за президент, подкрепен от Прогресивната партия на трудовия народ, като губи на втория тур с 47% от гласовете.